# Windi Graterol
Pour les articles homonymes, voir Graterol.
Windi Graterol, né le 10 septembre 1986, à Caracas, au Venezuela, est un joueur de basket-ball vénézuélien. Il évolue au poste d'ailier fort.

## Palmarès
- Champion des Amériques 2015
- Champion d'Amérique du Sud 2014, 2016
- Finaliste du championnat d'Amérique du Sud 2012